# Karl Schwarz (Kunsthistoriker)

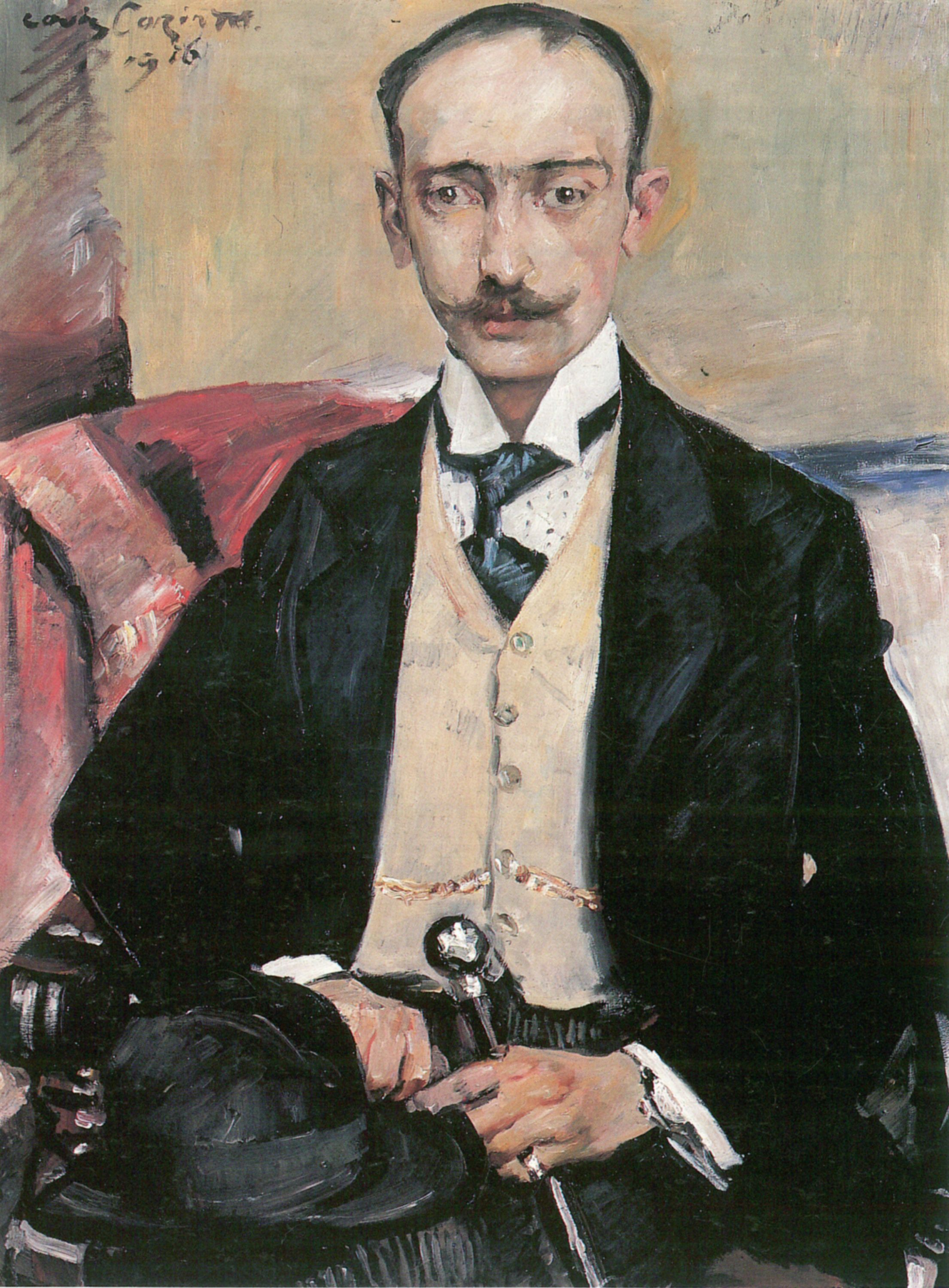
Karl Schwarz, Gemälde 1916 von Lovis Corinth

Karl Schwarz, auch Karl-Israel Schwarz (geboren 22. April 1885 in München; gestorben 22. Oktober 1962 in Tel Aviv) war ein deutsch-israelischer Kunsthistoriker.

## Leben
Nach einer kaufmännischen Ausbildung studierte Karl Schwarz in München, Berlin und Heidelberg. 1915 wurde er in Heidelberg bei Carl Neumann promoviert. Er war Mitarbeiter der Zeitschrift Ost und West, Mitherausgeber des Kunstjournals Cicerone und Herausgeber der Jüdischen Bücherei des Fritz Gurlitt-Verlages. Schwarz schuf 1933 in Berlin wenige Tage vor der „Machtergreifung“ das Jüdische Museum und war für kurze Zeit dessen Direktor. Grundstock des Museums war die bis dahin wenig gepflegte Kunstsammlung der Jüdischen Gemeinde Berlin. Zur Förderung der Museumsgründung hatte er den Jüdischen Museumsverein gegründet, dessen Ehrenpräsident Max Liebermann geworden war. Ihn verband eine besondere Freundschaft mit Joseph Oppenheimer und Ernst Oppler. Schwarz wurde je von Oppler und von Corinth in einem Porträt verewigt.

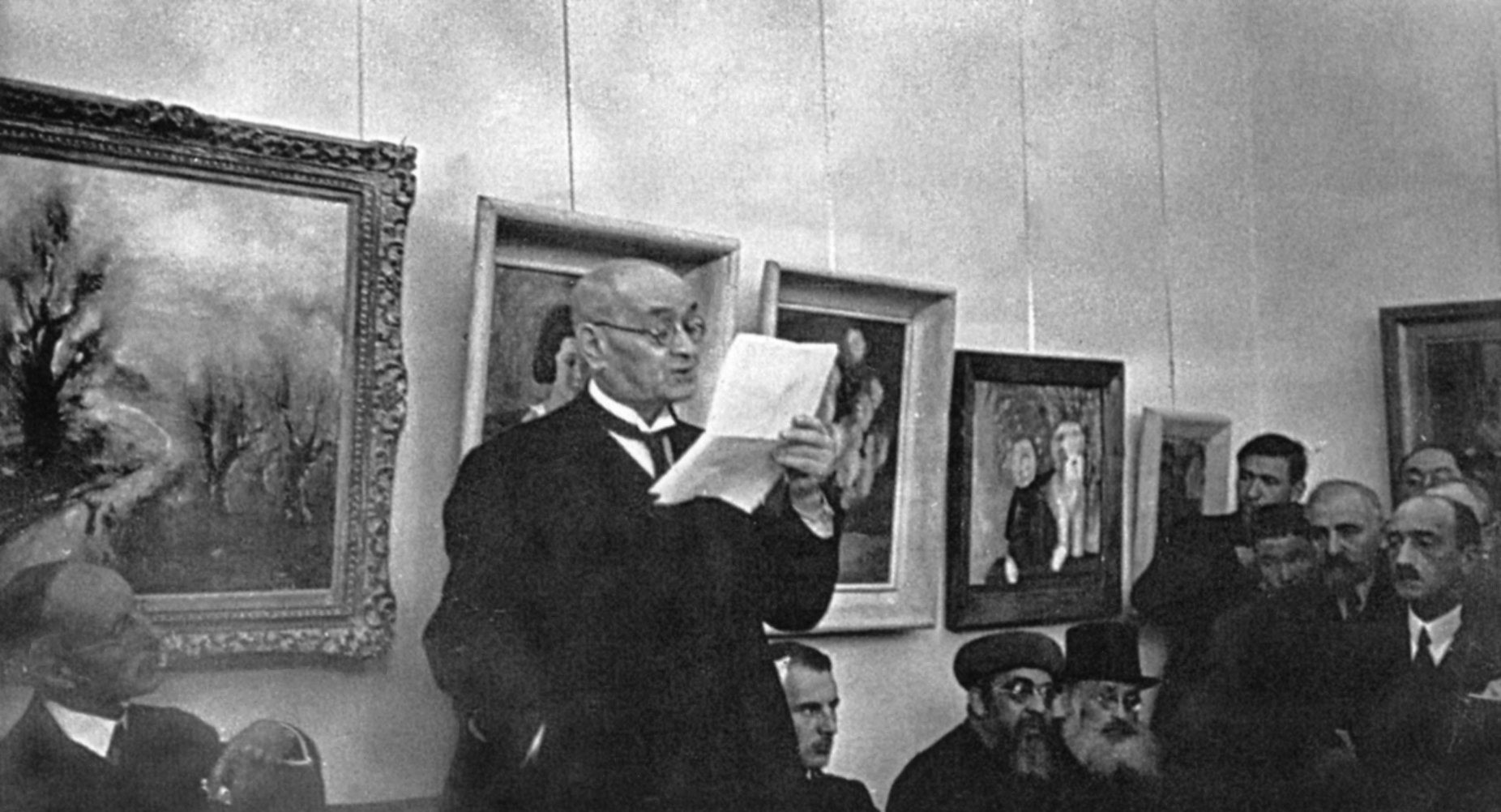
Meʾir Dizengoff spricht zur Eröffnung des Tel Aviv Museums in seinem ehemaligen Wohnhaus am 23. Februar 1936, zugegen Hermann Struck und Karl Schwarz, 2. und 1.v.r.

Im Sommer 1933 emigrierte Schwarz nach Palästina und leitete dort bis 1947 das von Meir Dizengoff eingerichtete Tel Aviv Museum of Art.

## Veröffentlichungen (Auswahl)
- Arnold Zadikow. In: Ost und West, Oktober 1913, Sp. 779–784
- Augustin Hirschvogel. Ein deutscher Meister der Renaissance, Berlin 1917 (Dissertation).
- Das graphische Werk von Lovis Corinth. Gurlitt, Berlin 1922.
- Die Juden in der Kunst. Mit fünfzig Tafeln in Tiefdruck und neun Textbildern, Berlin: Welt-Verlag 1928. 228 S.; Zweite völlig umgearbeitete und vermehrte Auflage Wien und Jerusalem: Löwit Verlag 1936, 271 S.
- Modern Jewish Artists in Palestine, 1941.
- The Hebrew Impact on Western Art, 1950.